# Liste der Stolpersteine in Bad Salzuflen
Die Stolpersteine in Bad Salzuflen sind besondere Pflastersteine in Gehwegen, die an die Opfer der nationalsozialistischen Diktatur in der ostwestfälischen Stadt Bad Salzuflen im nordrhein-westfälischen Kreis Lippe in Deutschland erinnern sollen.

## Stolpersteine
Die Stolpersteine sind ein Projekt des Künstlers Gunter Demnig. Mit diesen kleinen Gedenktafeln soll an das Schicksal der Menschen erinnert werden, die während des Nationalsozialismus ermordet, deportiert, vertrieben oder in den Suizid getrieben wurden.
Die Stolpersteine sind kubische Betonsteine mit einer Kantenlänge von zehn Zentimetern, auf deren Oberseite sich eine individuell beschriftete Messingplatte befindet. Sie werden in der Regel vor den letzten frei gewählten Wohnhäusern der NS-Opfer niveaugleich in die Pflaster der Gehwege eingelassen. Mittlerweile gibt es über 53.000 Steine (Stand: Juni 2015) nicht nur in Deutschland, sondern auch in 18 weiteren europäischen Ländern. Die Stolpersteine sind das größte dezentrale Mahnmal der Welt.

## Entscheidung für Bad Salzuflen
Nach diversen Debatten und Diskussionen hat sich der Bad Salzufler Stadtrat am 3. Februar 2010 mit großer Mehrheit für diese Art des Gedenkens an die Opfer der Nazis ausgesprochen:
„Die Stadt Bad Salzuflen beteiligt sich an dem von dem Künstler Gunter Demnig aus Köln entwickelten Projekt Stolpersteine. Zum individuellen Gedenken an die jüdischen Männer, Frauen und Kinder aus Bad Salzuflen und Schötmar, die während der NS-Zeit Opfer der Verfolgung geworden sind, soll jeweils auf dem Gehweg vor dem letzten frei gewählten Wohnsitz ein Stolperstein gesetzt werden. Die Durchführung der Aktion wird dem Bad Salzufler Ratschlag übertragen, der hierbei vom Stadtarchiv unterstützt wird. Die Finanzierung des Projekts erfolgt ausschließlich über Paten, die vom Bad Salzufler Ratschlag angeworben werden.“
Der Ratschlag gegen Fremdenfeindlichkeit hatte die Aktion initiiert und in der Folge des Ratsbeschlusses um die Übernahme von Patenschaften geworben, die im Mai beisammen waren. „Erinnerung braucht einen Ort“, sagte Bürgermeister Dr. Wolfgang Honsdorf und stellte die Stolpersteine in eine Reihe mit der Tafel und dem Mahnmal an der Mauerstraße oder dem Gedenken an die Pogromnacht am 9. November.
Gunter Demnig verlegte im November 2010 in Salzuflen und Anfang Dezember 2011 im Ortsteil Schötmar insgesamt mehr als sechzig Stolpersteine.

## Verlegte Stolpersteine in Salzuflen
Die heutigen Straßen waren während der NS-Zeit teils anders benannt:
- Adolf-Hitler-Straße = heute „Am Markt“, „Osterstraße“ und „Steege“

### Am Markt 22

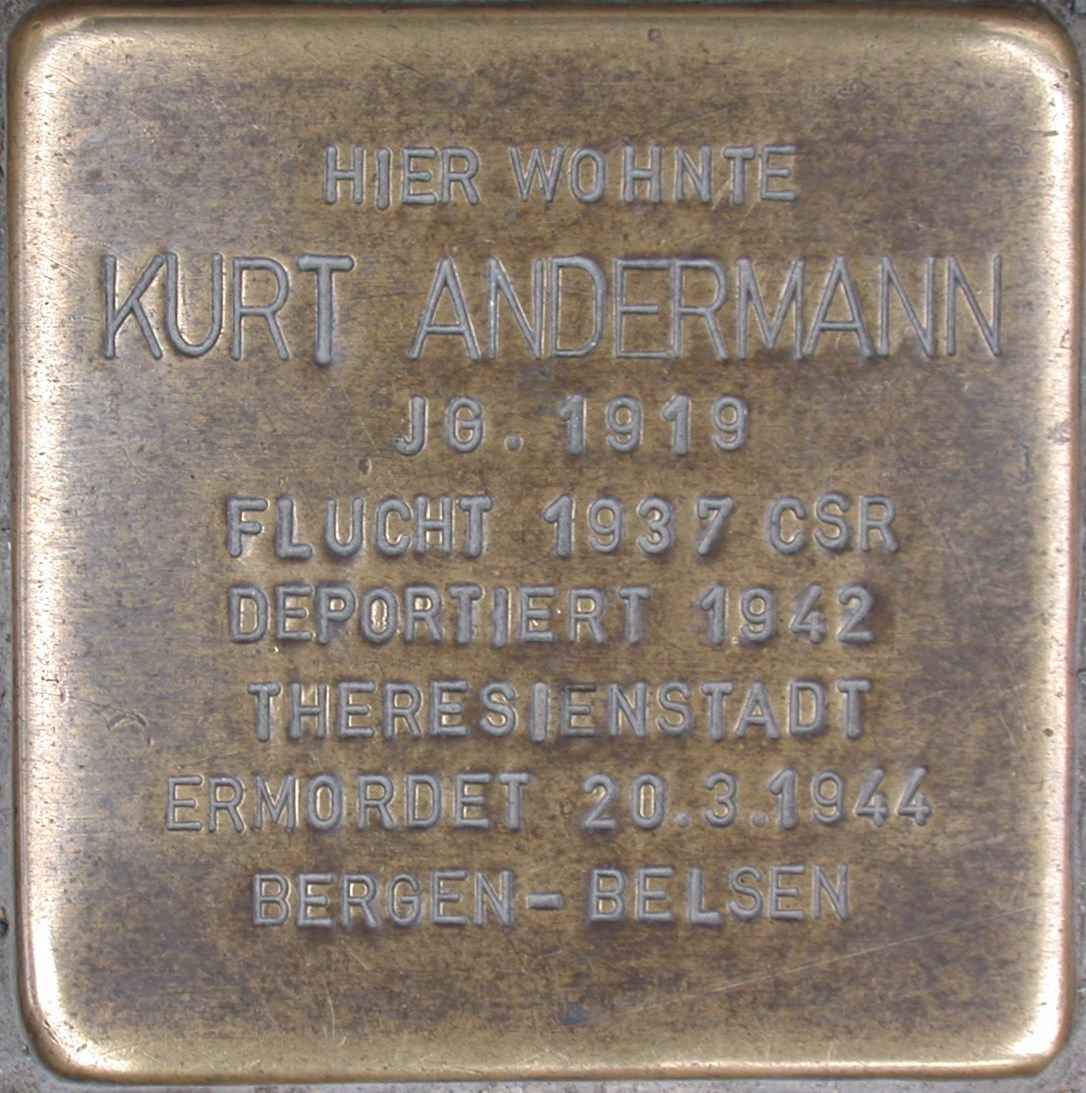
Kurt Andermann

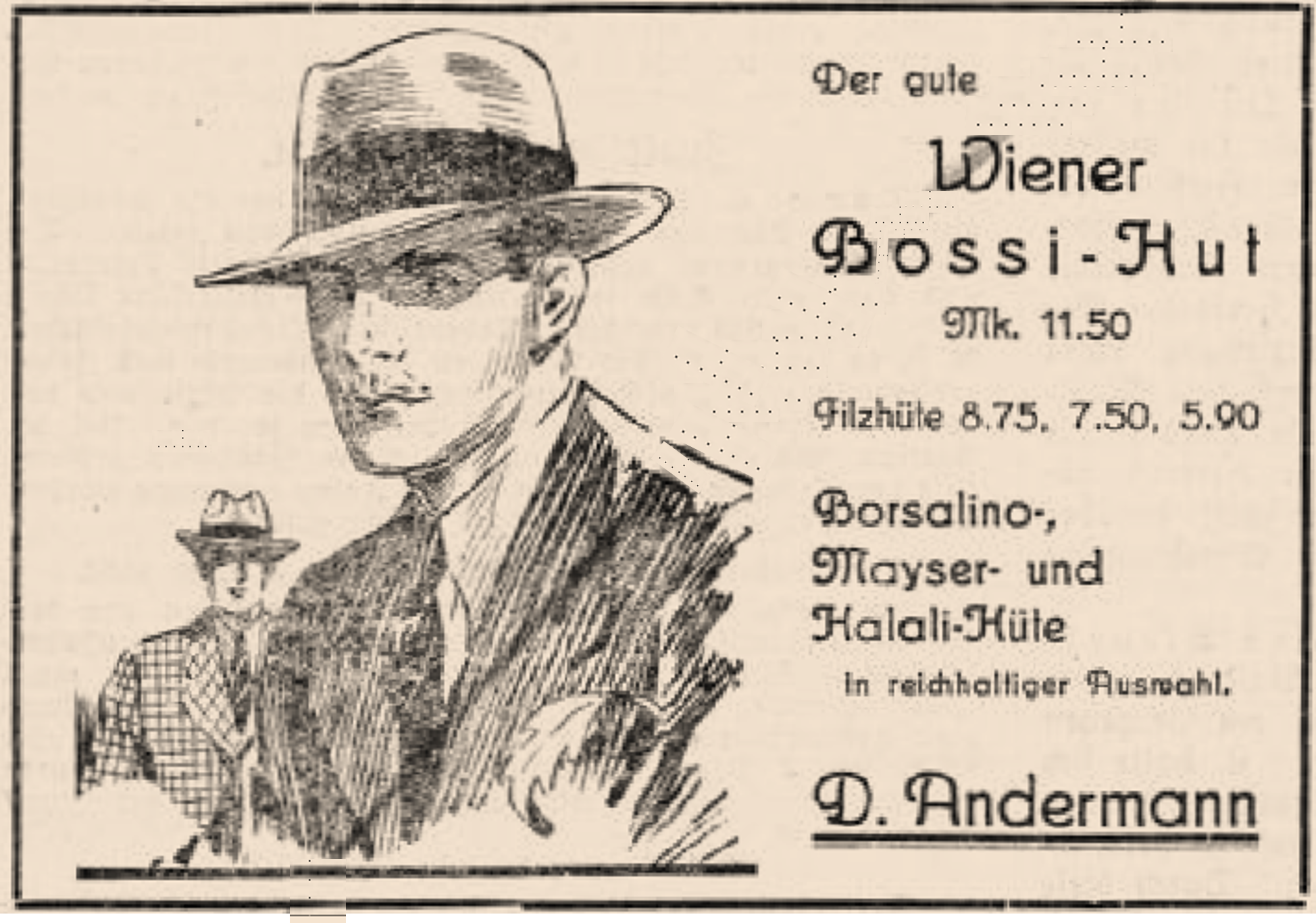
Anzeige des Modehauses Andermann (1928)

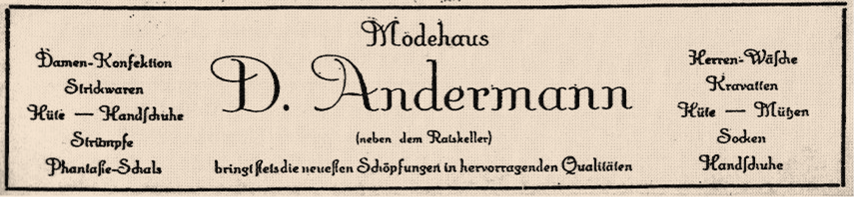
Anzeige des Modehauses Andermann (1929)

Koordinaten „Am Markt 22“
HIER WOHNTE / KURT ANDERMANN / JG. 1919 / FLUCHT 1937 CSR / DEPORTIERT 1942 / THERESIENSTADT / ERMORDET 20.3.1944 / BERGEN-BELSEN

Kurt Andermann (* 10. Dezember 1919 in Bad Salzuflen) war einer der Söhne der hier seit 1900 ansässigen Kaufmannsfamilie Andermann. Seine Eltern, der aus der galizischen Kleinstadt Buczacz stammende David Andermann (1881–1942) und Sidonie (geborene Hamlet, 1884–1953), waren seit dem 9. Januar 1913 verheiratet und eröffneten zwei Jahre später im Erdgeschoss des Hauses Am Markt 22 ein Geschäft für Damen- und Herrenbekleidung. Das „Modehaus D. Andermann“ lieferte unter anderem exquisite Hüte an den lippischen Fürsten Leopold IV. Das zu einem der führenden Fachgeschäfte aufgestiegene Haus wurde schon am 28. März 1933, vier Tage vor dem reichsweiten Boykott jüdischer Geschäfte, blockiert. Aufgrund der sich dadurch verschlechternden Geschäftslage entschloss sich die Familie Andermann zur Flucht aus Deutschland. Zunächst emigrierte Kurts Bruder Harry (* 1912) am 26. August 1937 in die argentinische Hauptstadt Buenos Aires. Kurt Andermann flüchtete zwei Wochen später, am 11. September, nach Bodenbach im Sudetenland in der Tschechoslowakei. Er wohnte in Prag, von wo er 1942 nach Theresienstadt deportiert wurde. Kurt Andermann kam später mit der Häftlingsnummer 85182 in das KZ-Außenlager Schwarzheide und dann in das KZ Bergen-Belsen, wo er am 20. März 1944 ermordet wurde.
Kurts Eltern, David und Sidonie, waren im August 1938 in das Haus Augustastraße 4 zu Lina und Richard Hamlet (Cousin der Sidonie) gezogen, emigrierten von dort im März 1939 nach Paraguay und wohnten später bei ihrem Sohn Harry in Buenos Aires.

### Augustastraße 4
Koordinaten „Augustastraße 4“

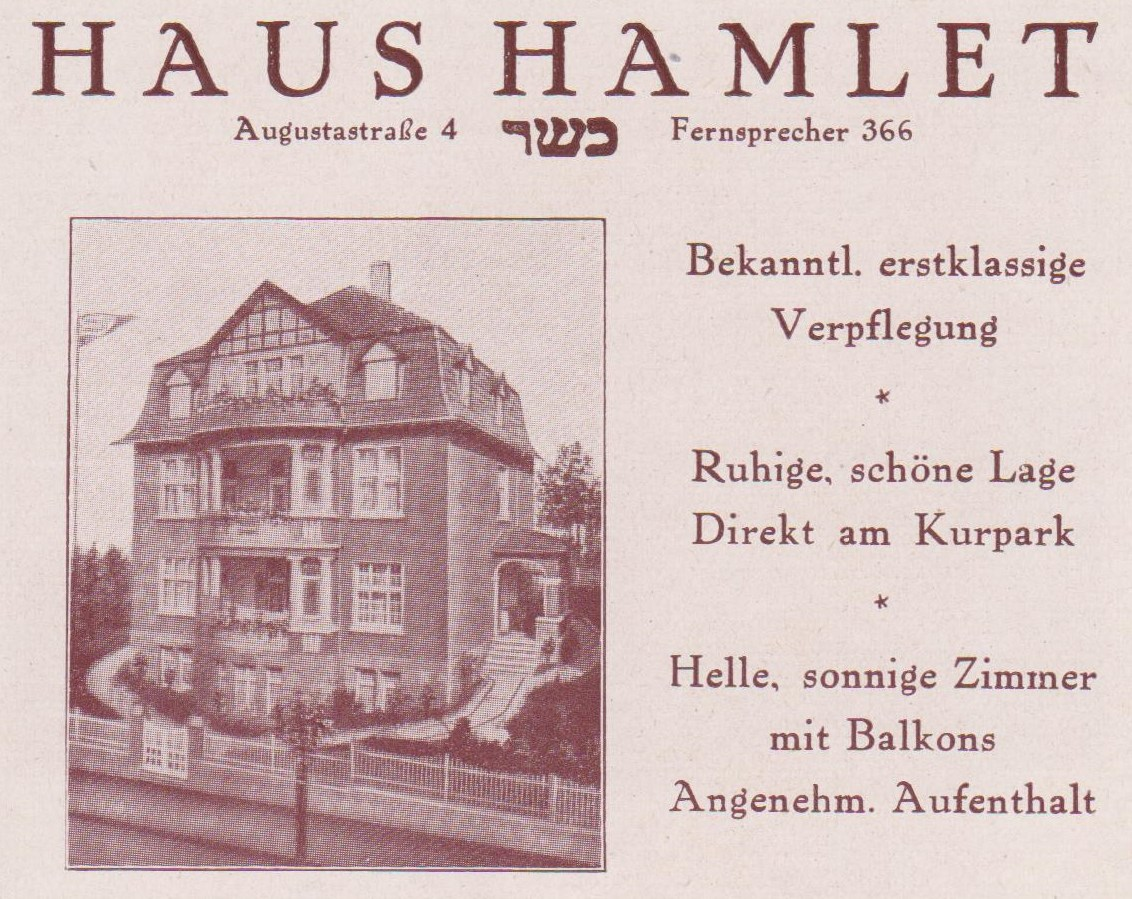
Anzeige des Hauses Hamlet im Bad Salzufler Wohnungs-Anzeiger von 1929

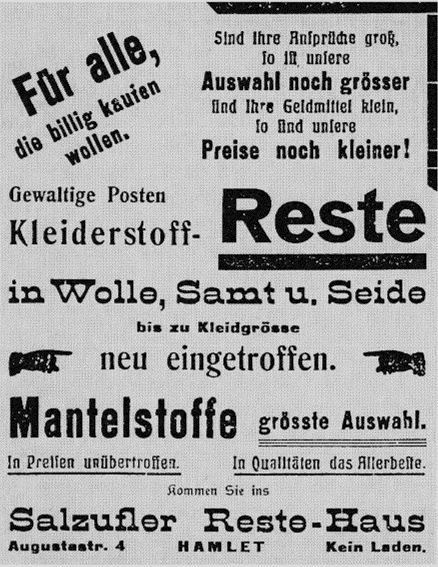
Werbeanzeige des Reste-Hauses (1931)

Die sieben hier verlegten Stolpersteine erinnern an Rebekka Berger (* 22. Februar 1858 in Röhe; geb. Holländer), Richard (* 6. Mai 1891 in Schötmar; Cousin der Sidonie Andermann (siehe oben)) und Lina Hamlet (* 21. April 1889 in Stolberg; geb. Berger), Besitzer des Hauses Hamlet, sowie Günther (* 5. Oktober 1920 in Bad Salzuflen), Herbert (* 12. April 1924 in Bad Salzuflen), Max (* 29. September 1892 in Westheim, Ziegeleibesitzer) und Werner Stamm (* 30. Juli 1922 in Bad Salzuflen).
Die Familie Stamm verließ Bad Salzuflen Ende August 1936 und zog nach Berlin-Charlottenburg. Sie alle kamen später nach Auschwitz bzw. Theresienstadt und wurden dort ermordet.
Lina und Richard Hamlet wurden am 31. Juli 1942 von Bielefeld aus nach Theresienstadt (Transport XI/1, Nr. 142 ab Münster) und von dort am 29. Januar 1943 nach Auschwitz (Transport Ct, Nr. 355) deportiert, wo die Eheleute ermordet wurden.

„Liebe Heinemanns! Wir sind auf der Fahrt nach Ossnowitschen bei Kattowitz/O.-S. Wir sind gottlob gesund. Hoffmanns sind noch in Th. Alle andern Herforder sind schon in Ossn. Was machen Herbert, Wolfgang und die anderen Jungens. Grüßt bitte Grabowski, Rosenfelders, Frank. Der Vater von Frank ist noch dort und gesund und munter. Schreibt mal an die neue Adresse wie es Euch allen geht. Oma Goldberg und Frau Grundmann sind tot. Viele herzliche Grüße Richard Hamlet und Frau. Paul Hamlet.“

In Auschwitz wurden die beiden später ermordet. Ihr einziges Kind, Rolf Hamlet, war bereits am 16. Dezember 1938 nach England emigriert.
HIER WOHNTE / REBEKKA BERGER / GEB. HOLLÄNDER / JG. 1858 / DEPORTIERT 1942 / THERESIENSTADT / ERMORDET 10.12.1942

HIER WOHNTE / LINA HAMLET / GEB. BERGER / JG. 1889 / DEPORTIERT 1942 / THERESIENSTADT / 1943 AUSCHWITZ / ERMORDET IN / AUSCHWITZ

HIER WOHNTE / RICHARD HAMLET / JG. 1891 / DEPORTIERT 1942 / THERESIENSTADT / 1943 AUSCHWITZ / ERMORDET IN / AUSCHWITZ

HIER WOHNTE / GÜNTHER STAMM / JG. 1920 / DEPORTIERT 1943 / ERMORDET IN / AUSCHWITZ

HIER WOHNTE / HERBERT STAMM / JG. 1924 / DEPORTIERT 1942 / ERMORDET IN / AUSCHWITZ

HIER WOHNTE / MAX STAMM / JG. 1892 / DEPORTIERT 1943 / ERMORDET IN / AUSCHWITZ

HIER WOHNTE / WERNER STAMM / JG. 1922 / DEPORTIERT 1943 / AUSCHWITZ / ERMORDET 2.1.1944

### Beetstraße 11
Koordinaten „Beetstraße 11“
Im Haus Nr. 11 wohnte der 1931 von Essen zugezogene Siegfried „Fritz“ Klarbach (* 2. Juni 1872 in Essen). Er wurde am 31. Juli 1942 über Bielefeld nach Theresienstadt deportiert und dort am 2. September desselben Jahres ermordet.

### Brüderstraße 26

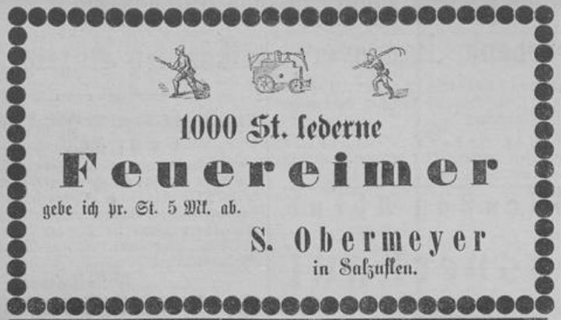
Anzeige im „Fürstlich Lippischen Regierungs- und Anzeigeblatt“ (1876)

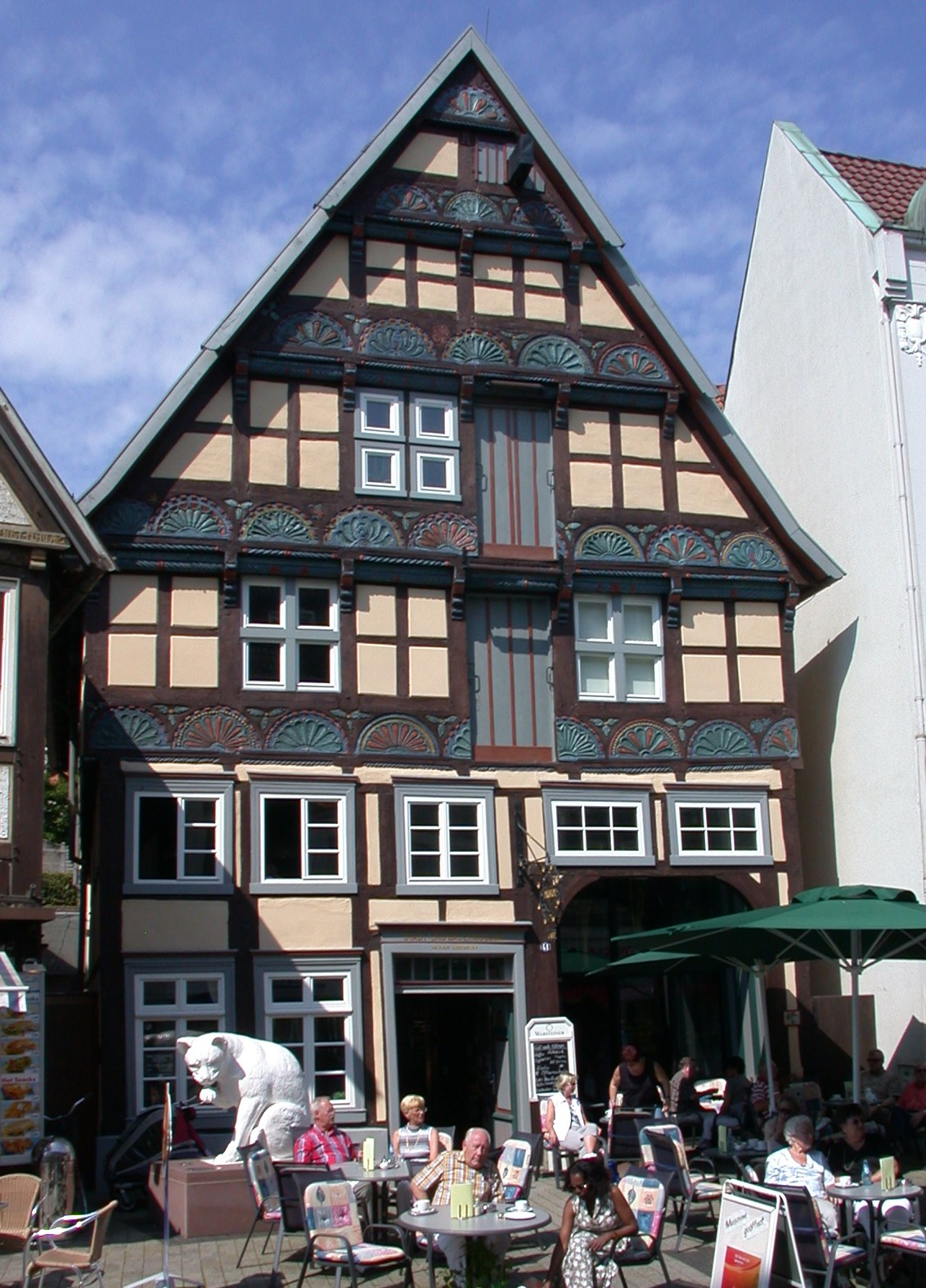
Haus Obermeyer,
Lange Straße 41

Koordinaten „Brüderstraße 26“
Siegfried Obermeyer (* 22. Juni 1883 in Salzuflen), Amalia (* 18. Juni 1895 in Münster, geborene Scheiberg) und Ernst (* 30. Juni 1920 in Münster) entstammten einer der bis 1933 angesehensten Familien der Stadt, die seit 1900 ein 1858 von Joseph Obermeyer (1797–1869, Großvater des Siegfried) gegründetes und dessen Sohn Salomon Obermeyer (1844–1927, Vater des Siegfried) weiterbetriebenes Haushalts- und Eisenwarengeschäft im Haus Lange Straße 39/41 führten. Der 1618 errichtete, dreigeschossige Fachwerkbau mit zwei Speicheretagen, vierfacher Vorkragung und reichem Rosettenschmuck prägt neben vielen weiteren Gebäuden dieser Art das Salzufler Stadtbild. Mit der Übernahme des Geschäfts in den frühen 1920er Jahren durch Siegfried Obermeyer entwickelte es sich zu einem der führenden Kaufhäuser in der Stadt. Neben seiner Geschäftstätigkeit war Siegfried letzter Vorsteher der Jüdischen Synagogengemeinde Bad Salzuflens. Die Schließung der Haushaltswarenhandlung Obermeyer wurde am 12. November 1938 zum Ende des Jahres angeordnet. Erst danach entschloss sich die Familie Deutschland zu verlassen. Sohn Ernst emigrierte am 27. August nach Waalwijk in den Niederlanden. Seine Eltern verließen Salzuflen am 10. Oktober 1939 nach Herford und flüchteten von dort am 18. April 1940 nach Luxemburg, wo sie durch die Besetzung Luxemburgs etwa einen Monat nach ihrer Flucht wieder den Nationalsozialisten in die Hände fielen. Die Eheleute kamen am 9. September 1941 in das Sammelghetto „Jüdisches Altersheim Fünfbrunnen“ und von dort am 16. Oktober in das Ghetto von Lodz. Siegfried Obermeyer verstarb dort am 16. September 1942, Amalia Obermeyer am 29. April 1944. Sohn Ernst wurde Ende August 1942 in das Durchgangslager Westerbork gebracht und von dort wenig später nach Auschwitz deportiert. Hier wurde er am 2. Januar 1943 ermordet.
Nur Sohn Hans (John) (* 1. Juni 1928) überlebte: Er reiste mit einem der letzten „Kindertransporte“ am 4. Juli 1939 von Bad Salzuflen nach England und später weiter in die Nähe von New York in den Vereinigten Staaten. – Er finanzierte die drei Stolpersteine für seine Eltern und seinen Bruder.
Ida Stern (* 15. Februar 1890 in Hemmerde) lebte vom 26. August 1936 bis zum 30. September 1937 in Bad Salzuflen. Sie war die Hausgehilfin der jüdischen Familie Obermeyer. Von ihrem Heimatort aus wurde sie deportiert und in Sobibor ermordet.

### Lange Straße 11
Koordinaten „Lange Straße 11“
Hier, am südlichen Rande des Salzhofs, stand bis 1980 das 1512 gebaute Haus ‚Tellmann/Reker‘, in dem Jenny Katzenstein (* 24. März 1883 in Salzuflen) einst wohnte. Später wurde sie nach Auschwitz deportiert und dort ermordet.
HIER WOHNTE / JENNY / KATZENSTEIN / JG. 1883 / DEPORTIERT / AUSCHWITZ / ERMORDET

### Obere Mühlenstraße 8
Koordinaten „Obere Mühlenstraße 8“

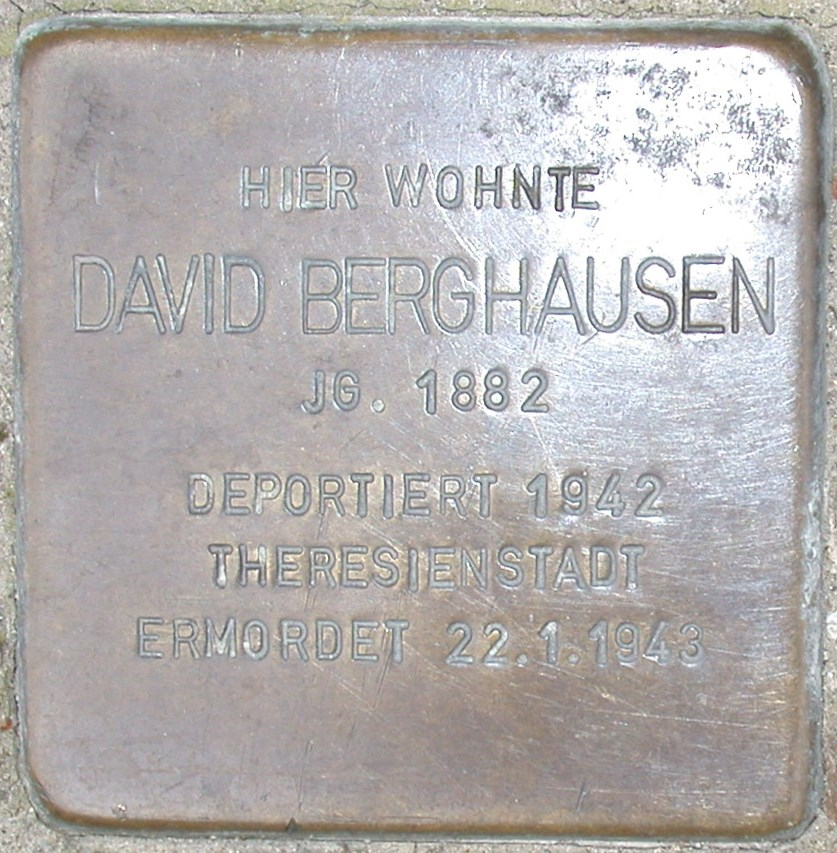
David Berghausen

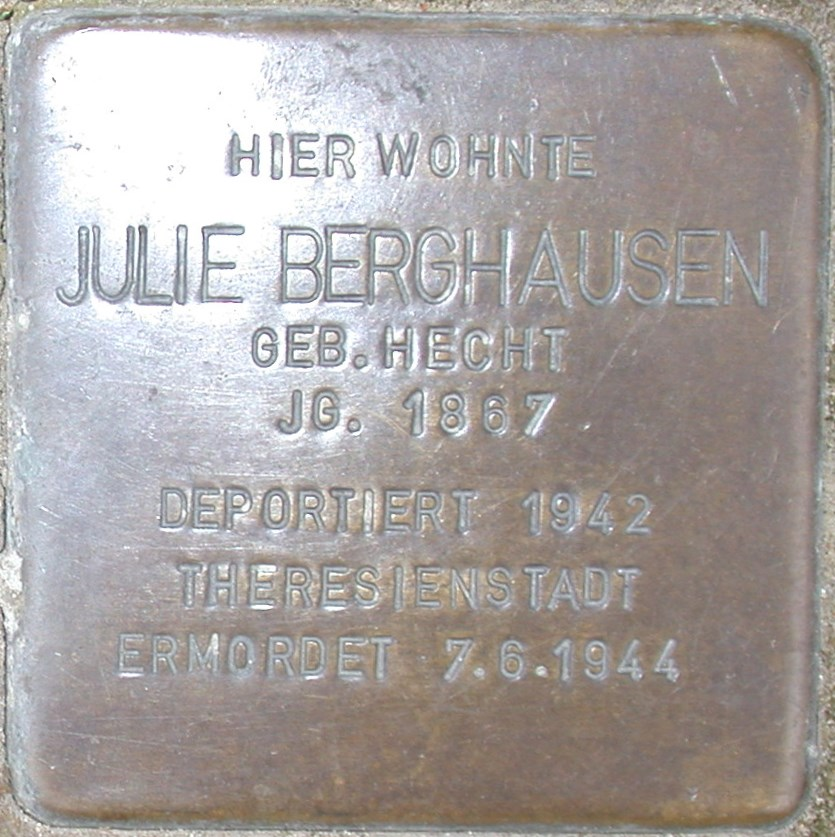
Julie Berghausen

1913 gelangte David Israel Berghausen (* 1. September 1882 in Frille) in Besitz des 1901 vom jüdischen Metzger Nathan Hecht erbauten Hauses Obere Mühlenstraße 8, in dem er eine kleine Fell- und Darmhandlung unterhielt. Er war mit der Tochter des Hauses, Julie S. (* 7. September 1867 in Salzuflen; geb. Hecht), verheiratet. Die beiden gehörten neben der Putzmacherin und Julies jüngerer Schwester Elise Hecht (* 1. April 1869 in Salzuflen; † 24. März 1943 im KZ Theresienstadt) sowie Richard und Lina Hamlet zu den letzten fünf noch in Salzuflen lebenden Juden.
Am 24. Juli wurde David Berghausen aufgrund einer Denunzierung seines Nachbarn in „Schutzhaft“ genommen: Er habe als Rassenschänder die öffentliche Sicherheit und Ordnung gefährdet. Da die Nürnberger Gesetze aber zu dem Zeitpunkt noch nicht veröffentlicht waren, wurde Berghausen nicht verurteilt. In der Pogromnacht auf den 10. November 1938 wurde auch die Wohnung der Eheleute Berghausen von den Nationalsozialisten zerstört.
David und Julie Berghausen wurden am 28. Juli 1942 in die Bielefelder Sammelstelle „Kyffhäuser“ am Kesselbrink, von da am 31. Juli nach Theresienstadt (Transport XI/1, Nr. 32) deportiert und dort ermordet, David am 22. Januar 1943. Als offizielle Todesursache wurde in der Todesfallanzeige jedoch ‚Herzschwäche‘ nach zuvor diagnostizierter ‚Herzmuskelentartung‘ angegeben. Julie wurde am 7. Juni 1944 ermordet. Ihre gemeinsame Tochter Gertrud (* 1907) verzog 1936 nach Osnabrück; sie hat den Holocaust vermutlich überlebt.

Die aus Rehburg zugezogene Anna Stern (* 16. Juni 1905 in Hessisch Oldendorf, geb. Blumenthal) wohnte 1939 nur drei Wochen in Bad Salzuflen, zunächst in der Oberen Mühlenstraße 8, dann, ab dem 19. September in der Langen Straße 41. Später lebte sie im schlesischen Ratibor; von hier wurde sie nach Auschwitz verschleppt und dort ermordet. – Die evangelisch-reformierte Kirchengemeinde Bad Salzuflen hat die Patenschaft für den „Stolperstein Anna Stern“ übernommen.

### Roonstraße 46
Koordinaten „Roonstraße 46“
Im Haus Nr. 46 wohnten Erna Spanner (* 26. September 1892 in Blomberg; geb. Lipper) und Frieda Vorreuter (* 20. Oktober 1885 in Bad Oeynhausen). Erna Spanner wurde am 8. Juli 1942 nach Auschwitz deportiert und dort ermordet; Frieda Vorreuter wurde am 31. Juli 1942 über Münster nach Theresienstadt gebracht (Transport XI/1, Nr. 561) und dort am 19. August ermordet.
HIER WOHNTE / ERNA SPANNER / GEB. LIPPER / JG. 1892 / DEPORTIERT 1942 / ERMORDET IN / AUSCHWITZ
HIER WOHNTE / FRIEDA VORREUTER / JG. 1885 / DEPORTIERT 1942 / THERESIENSTADT / ERMORDET 19.8.1942

### Wenkenstraße 2
Koordinaten „Wenkenstraße 2“
Hier lebte von 1933 bis 1935 die Familie Aschenbrand: der Kaufmann Julius Aschenbrand (* 29. April 1899 in Frankfurt am Main), seine Frau Bertha (* 1898 in Herford; geb. Hecht) und ihr gemeinsamer Sohn Gerd Adolf (* 1. März 1935 in Schötmar). Der aus Frankfurt stammende Julius emigrierte 1935 in die Niederlande, wurde dort am 11. Februar 1942 in das Durchgangslager Westerbork und von dort am 4. September 1944 nach Theresienstadt verschleppt. Seine Frau Bertha zog im Dezember 1935 nach dem Wegzug ihres Mannes zurück nach Herford zu ihrer Familie. Sie hat den Holocaust überlebt und 1956 einen Antrag auf Wiedergutmachung gestellt. Auch ihr Sohn hat den Holocaust überlebt.

### Wenkenstraße 5
Koordinaten „Wenkenstraße 5“
Das Ehepaar (⚭ 20. September 1930) Max (* 14. April 1889 in Ottenstein) und Selma Kornberg (* 17. November 1886 in Bielefeld; geborene Nathan) musste aufgrund des „Gesetzes über Mietverhältnisse mit Juden“ im Juni 1939 in das „Judenhaus Lange Straße 41“ (Obermeyer) umziehen. Von dort aus wurden sie am 31. März 1942 über Bielefeld in das Ghetto Warschau deportiert. Selma Kornberg wurde am 2. September in das KZ Treblinka transportiert; hier verlor sich ihre Spur. Ihr Mann Max wurde am 3. November 1943 in Trawniki bei Lubin ermordet. Am 22. August 1953 wurden Selma und Max Kornberg vom Amtsgericht Bad Salzuflen offiziell für tot erklärt. Ihr gemeinsamer Sohn Hans (* 14. Januar 1928 in Herford; † 16. Dezember 2019 in Falmouth, Massachusetts, USA) konnte vier Tage vor seinem elften Geburtstag mit dem Zug zu seinem Onkel in Yorkshire in Großbritannien emigrieren. Seit 1995 lebte er in Boston in den Vereinigten Staaten, wo er als Inhaber eines Lehrstuhls für Biochemie wirkte.

## Verlegte Stolpersteine in Schötmar
Die heutigen Straßen waren während der NS-Zeit teils anders benannt:
- Adolf-Hitler-Straße = heute „Begastraße“ und „Krumme Weide“
- Bahnhofstraße = heute „Eduard-Wolff-Straße“
- Gartenstraße = heute „Vehrlingstraße“
- Hindenburgstraße = heute „Schloßstraße“
- Schlageterstraße = heute „Schülerstraße“

### Begastraße 22
Koordinaten „Begastraße 22“
In diesem Haus hat die Familie Silberbach gelebt: der Viehhändler Salomon Silberbach (* 10. September 1875 in Schötmar), seine Ehefrau Rosa (* 25. März 1886 in Achim; geb. Anspacher) und ihre gemeinsame Tochter Hildegard (* 17. August 1912; später verheiratete van der Wijk). Salomon betrieb im Haus eine Viehhandlung, die 1911 von seinem Vater Herz Silberbach (1844–1921) gegründet worden war. Auf Grund der andauernden Hetze der Nationalsozialisten gegen jüdische Händler blieben die Kunden aus, so dass der einst florierende Betrieb am 27. Juni 1938 geschlossen werden musste. Acht Monate später, am 21. Februar 1939, flohen Salomon und Rosa Silberbach in das seit 1940 von der deutschen Wehrmacht besetzte Den Haag in den Niederlanden. Auf Veranlassung der Gestapo wurde den Eheleuten Silberbach am 7. Januar 1941 die deutsche Staatsangehörigkeit aberkannt. Am 26. Januar 1943 wurden die nun staatenlosen Salomon und Rosa in das Durchgangslager Westerbork verschleppt. Von dort erfolgte am 13. April 1943 ihre Deportation in das Vernichtungslager Sobibor. Drei Tage später wurden Salomon und Rosa Silberbach dort ermordet. Die Tochter Hildegard, die bereits am 10. Juni 1938 in die Niederlande geflohen war, wurde ebenfalls, gemeinsam mit ihrem Ehemann Siegfried (* 1906), nach Sobibor deportiert. Sie wurde dort am 4. Juni 1943 ermordet, ihr Ehemann drei Tage darauf.
HIER WOHNTE / SALOMON / SILBERBACH / JG. 1875 / FLUCHT 1939 HOLLAND / INTERNIERT WESTERBORK / DEPORTIERT 1943 / SOBIBOR / ERMORDET 16.4.1943
HIER WOHNTE / ROSA SILBERBACH / GEB. ANSPACHER / JG 1886 / FLUCHT 1939 HOLLAND / INTERNIERT WESTERBORK / DEPORTIERT 1943 / SOBIBOR / ERMORDET 16.4.1943
HIER WOHNTE / HILDEGARD / VAN DER WIJK / GEB. SILBERBACH / JG. 1912 / FLUCHT 1938 HOLLAND / INTERNIERT / DEPORTIERT / SOBIBOR / ERMORDET 4.6.1943
Auch Martha Hünerberg (* 3. Dezember 1884 in Achim; geb. Anspacher) – die ältere Schwester der Rosa Silberbach – und ihr Sohn Kurt (* 24. Januar 1924 in Neustadt am Rübenberge) lebten in diesem Haus. Gemeinsam mit ihrem Sohn war die Witwe am 18. November 1938 von Neustadt zugezogen. Beide wohnten nur wenige Monate mit ihren Verwandten unter einem Dach. Am 18. April 1939 zogen sie um nach Hannover. Von dort wurden Martha und Kurt Hünerberg am 31. März 1942 in das Warschauer Ghetto deportiert. Martha Hünerberg wurde im Ghetto ermordet; Kurt Hünerberg wurde von Warschau in das Vernichtungslager Treblinka verschleppt und dort ebenfalls ermordet.
HIER WOHNTE / MARTHA HÜHNERBERG / GEB. ANSPACHER / JG. 1884 / DEPORTIERT 1942 / ERMORDET IM / GHETTO WARSCHAU
HIER WOHNTE / KURT HÜNERBERG / JG. 1924 / DEPORTIERT 1942 / GHETTO WARSCHAU / ERMORDET IN / TREBLINKA
Anna Block (* 18. Juni 1885 in Petershagen) gehörte von Mai bis August 1938 zu den Bewohnern des Hauses. Die ledige Hausgehilfin, die zuvor in Herford gelebt hatte, zog am 31. August 1938 nach Minden und wurde im Dezember 1941 von Bielefeld aus in das Ghetto Riga deportiert und dort ermordet.
HIER WOHNTE / ANNA BLOCK / JG. 1885 / DEPORTIERT 1941 / ERMORDET IN / RIGA
Die in Schötmar geborene Edith Seligmann (* 21. März 1906 in Schötmar; geb. Silberbach), gehörte ebenfalls zu den Bewohnern des Hauses Nr. 22. Sie war eine Großcousine des Hausbesitzers Salomon Silberbach und hatte bereits in jungen Jahren ihren Ehemann Werner Seligmann durch einen Unfall verloren. Edith wurde am 8. Juli 1942 über Bielefeld in das Konzentrationslager Auschwitz deportiert und dort ermordet.
HIER WOHNTE / EDITH SELIGMANN / GEB. SILBERBACH / JG. 1906 / DEPORTIERT 1942 / ERMORDET IN / AUSCHWITZ

### Eduard-Wolff-Straße 5
Koordinaten „Eduard-Wolff-Straße 5“
In der zur NS-Zeit noch Bahnhofstraße genannten Eduard-Wolff-Straße wohnte seit dem 15. Dezember 1937 die aus Köln zugezogene Witwe Meta Schneider (* 20. August 1891 in Wüstensachsen; geb. Nordhäuser). Sie verdiente ihr Geld als Haushälterin bei dem früheren Viehhändler Silberbach. Als dieser im Juni 1939 seinen Wohnsitz nach Emden verlegte, zog Meta Schneider nach Bad Oeynhausen. Sie ist später in eines der Lager im Osten verschleppt und dort mit größter Wahrscheinlichkeit ermordet worden.
HIER WOHNTE / META SCHNEIDER / GEB. NORDHÄUSER / JG. 1891 / DEPORTIERT / ???

### Schloßstraße 16
Koordinaten „Schloßstraße 16“
Hier, in der Schloßstraße – früher Hindenburgstraße, lebten Henny (* 1. April 1868 in Schötmar), Ida (* 22. Mai 1869 in Bolzum bei Hildesheim; geb. Güdemann) und Max Rosenwald (* 11. August 1870 in Schötmar). Im Vorgängerbau des heutigen Hauses betrieben die Rosenwalds ein Haushaltswarengeschäft, das 1904 von Idas Ehemann, Hermann Rosenwald (* 22. Januar 1863, † 10. Juni 1939, beerdigt auf dem Friedhof an der Oerlinghauser Straße), gegründet worden war. Auf Drängen der Nazis mussten die Rosenwalds ihr Geschäft zum Jahresende 1938 schließen. Henny, Ida und Max Rosenwald wurden wohl am 31. Juli 1942 von Bielefeld aus in das Konzentrationslager Theresienstadt deportiert; von dort wurden sie am 23. September in das Vernichtungslager Maly Trostinez bei Minsk verschoben und dort ermordet. Ihr Todesdatum ist unbekannt.
Auch Hans Eichmann (* 25. September 1894 in Schötmar) und seine in Barntrup geborene Ehefrau Gertrud (* 10. Juni 1902; geborene Katz) wohnten im Haus Nr. 16. Hans Eichmann war als Viehhändler tätig. Die Geschäfte seiner 1932 gegründeten Viehhandlung liefen aufgrund der systematischen Ausgrenzung der jüdischen Bevölkerung nur sehr schleppend. Bereits im Sommer 1937 musste er seine Viehhandlung schließen und arbeitete fortan bei seinem Bruder Bruno (* 31. Oktober 1900). Am Morgen des 10. November 1938 wurde Hans Eichmann (Häftlings-Nummer 28980) zusammen mit sechs anderen Männern der Jüdischen Gemeinde Schötmar verhaftet und für mehrere Wochen in das Konzentrationslager Buchenwald verschleppt, aus dem er am 12. Dezember 1938 entlassen wurde. Drei Jahre später, am 13. Dezember 1941, wurde Hans Eichmann von Bielefeld aus in das Ghetto Riga deportiert und dort ermordet. Gertrud wurde im Frühjahr 1942 in das KZ Ravensbrück verschleppt und dort am 3. April 1942 ermordet. Ihre gemeinsame Tochter Susanne (* 1926) konnte gemeinsam mit ihrer Cousine am 11. August 1939 mit einem Kindertransport nach Birmingham in England entkommen. Sie lebte seit den 1950er Jahren in Südafrika.
Ilse Eichmann (* 22. März 1902 in Königshofen; geb. Strauss) und ihr Ehemann Bruno lebten seit Sommer 1939 als Untermieter in der Wohnung von Gertrud und Hans Eichmann. Bruno war seit 1925 ebenfalls selbstständiger Viehhändler gewesen. Während des Pogroms, am Morgen des 10. November 1938, wurde er verhaftet und bis zum 12. Dezember im KZ Buchenwald festgehalten. Kurz nach seiner Entlassung erhielt er Berufsverbot: Auf Weisung der Behörden musste er seine Viehhandlung schließen. Bruno und Ilse Eichmann wurden am 13. Dezember 1941 von Bielefeld aus in das Ghetto Riga deportiert. Während Ilse dort den Tod fand, wurde Bruno am 1. Oktober 1944 in das KZ Stutthof bei Danzig überführt. Dort ist er vermutlich ermordet worden. Ihre Tochter Ursula (* 1924) flüchtete nach Birmingham; sie blieb in Großbritannien und gründete dort später eine Familie.
Ella Silberbach (* 6. August 1886) und ihre Tochter Margret (* 9. August 1930) lebten ebenfalls im Haus Nr. 16. Ella verdiente sich als Hausgehilfin, lebte also in bescheidenen Verhältnissen. Auch sie wurden am 13. Dezember 1941 von Bielefeld aus in das Ghetto Riga deportiert und dort ermordet; ihr genaues Todesdatum ist nicht überliefert.

### Schülerstraße 18

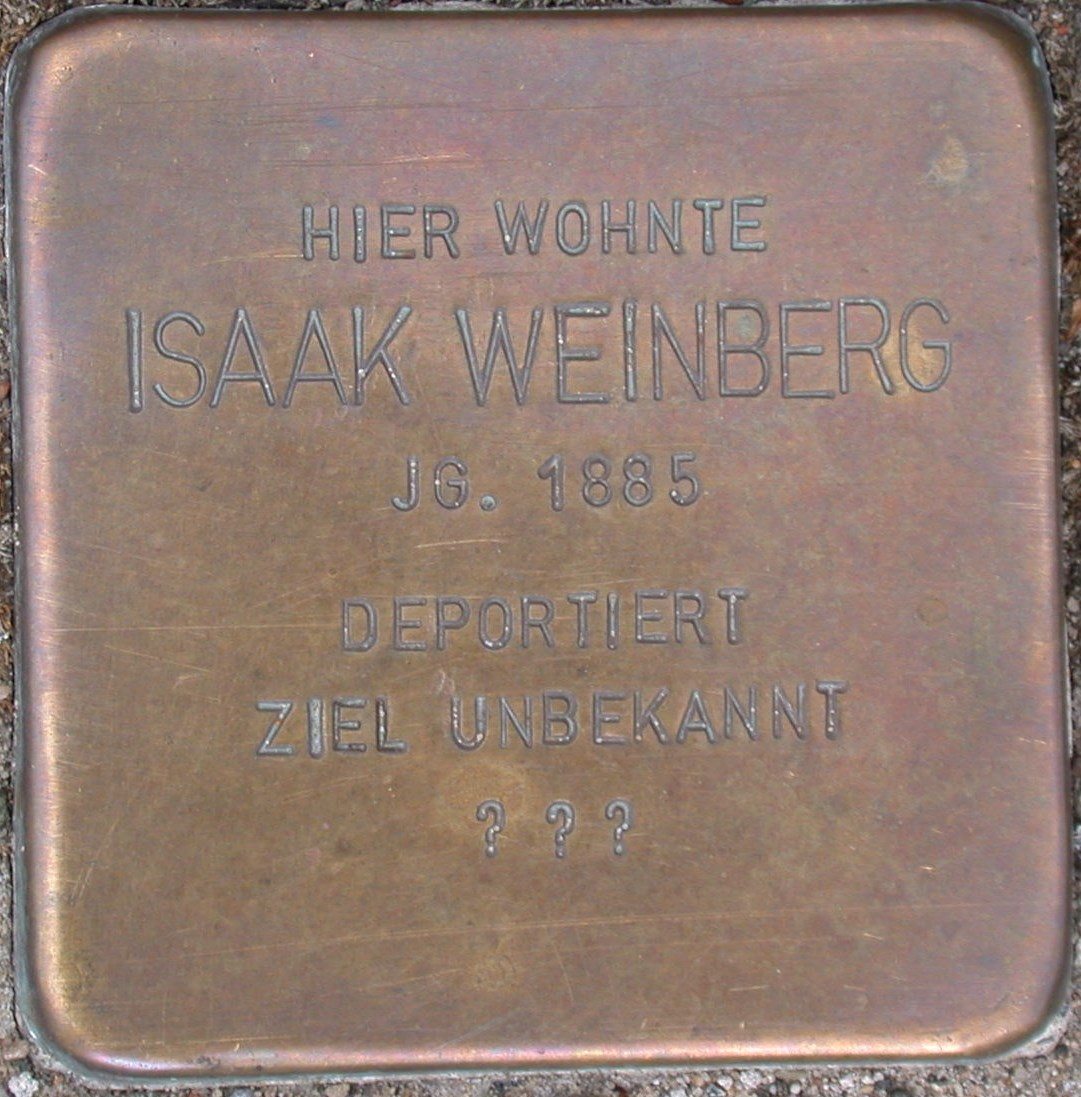
Isaak Weinberg

Koordinaten „Schülerstraße 18“
Im Haus Nr. 18 in der ehemaligen Schlageterstraße wohnten die Witwe Alma Silberbach (* 6. August 1869 in Eldagsen; geb. Mannheim) und ihre Tochter Herta (* 26. September 1906 in Schötmar). Alma führte hier im Haus ihres Schwiegervaters, dem Schlachtermeister Salomon Silberbach, die Metzgerei ihres verstorbenen Mannes Julius (* 31. Juli 1873, † 30. September 1929, begraben auf dem Friedhof an der Oerlinghauser Straße). Auf Weisung der NS-Behörden musste sie ihr Geschäft zum 31. Dezember 1938 schließen. Die 35-jährige Herta Silberbach wurde am 30. März 1942 mit dem Zug nach Bad Salzuflen und von dort mit Salzufler Juden über Bielefeld in das Ghetto von Warschau gebracht, wo sie ermordet wurde. Ihre Mutter Alma wurde am selben Tag über Bielefeld in das Konzentrationslager Theresienstadt verschleppt. Von dort erfolgte ihre Deportation in das Vernichtungslager Maly Trostenez bei Minsk, in dem sie ermordet wurde. Ihr Todesdatum ist nicht bekannt.
Auch Landarbeiter Isaak Weinberg (* 19. Juni 1885 in Silixen) wohnte im Haus Nr. 18. Aufgrund gesundheitlicher Probleme verließ er Schötmar und zog am 29. September 1939 in ein jüdisches Altersheim nach Berlin-Weißensee. Mit großer Wahrscheinlichkeit wurde er von dort in eines der Konzentrationslager verschleppt und ermordet.
HIER WOHNTE / ISAAK WEINBERG / JG. 1885 / DEPORTIERT / ZIEL UNBEKANNT / ???

### Schülerstraße 20

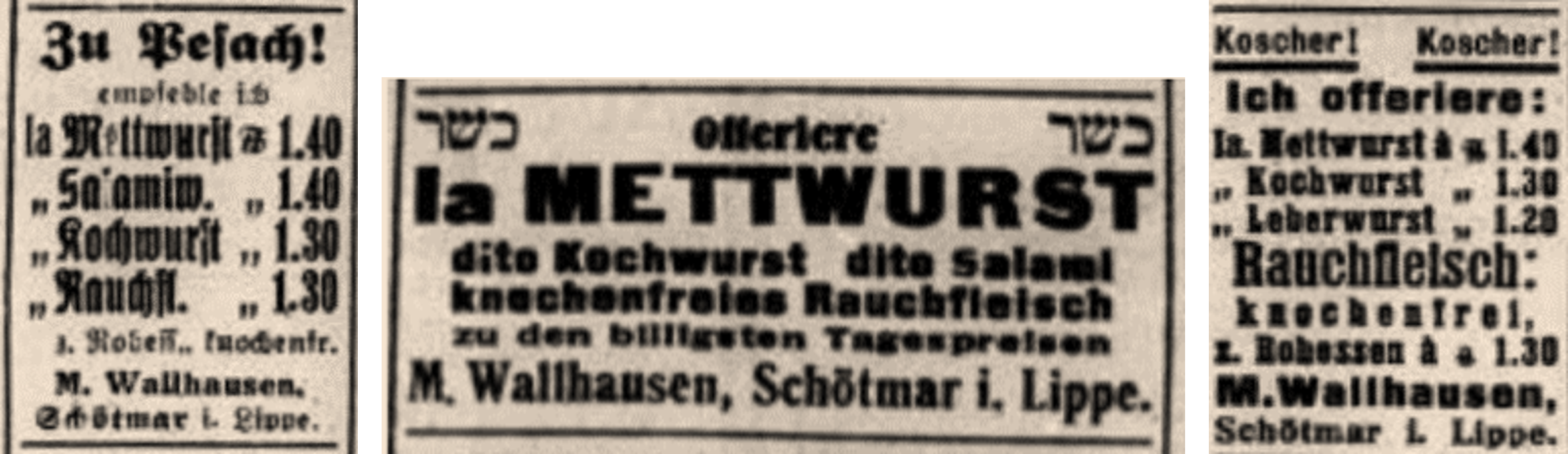
Drei Werbeanzeigen des Moritz Wallhausen in Israelitischen Familienblättern (1924).

Koordinaten „Schülerstraße 20“
Dieses Haus gehörte ursprünglich auch der Familie Silberbach. Hier wohnten die Schwester Julius Silberbachs, Berta Wallhausen (* 28. Februar 1877 in Schötmar), ihr Mann (⚭ 29. Dezember 1919 in Schötmar), der Schlachter Moritz (* 14. Januar 1881 in Lüthorst im Landkreis Einbeck), der gemeinsame Sohn Günther (* 16. Dezember 1920) und Julie Sella Silberbach (* 4. Mai 1879 in Schötmar), eine jüngere Schwester Berta Wallhausens. Die 1920 eröffnete Metzgerei mussten sie Ende 1938 auf Grund einer behördlichen Verfügung schließen.
Am 13. Dezember 1941 wurden das Ehepaar Wallhausen und Julie Sella Silberbach über Bielefeld in das Ghetto Riga deportiert und später dort ermordet. Einzig Günther Wallhausen überlebte die Leidenszeit in den Konzentrationslagern: nach einer Odyssee durch mehrere Lager, letzte Station war das Konzentrationslager Stutthof bei Danzig, emigrierte er im Mai 1945 nach Schweden, wo er am 28. Dezember 1947 in Jönköping die aus Polen gebürtige Jüdin Hendla Szpajer (* 16. Mai 1920; † 29. Juli 2003), eine Überlebende des Ghettos Litzmannstadt, heiratete. Mit ihr und der gemeinsamen Tochter Berta (später Betty; * 1949) machte sich Wallhausen im Frühjahr 1950 mit dem Dampfschiff „Napoli“ von Genua auf den Weg ins australische Sydney. 1954 kam Sohn Robert zur Welt. Günter Wallhausen verstarb am 3. Februar 1967, im Alter von nur 47 Jahren, an den Folgen eines Herzinfarkts.
HIER WOHNTE / BERTA / WALLHAUSEN / GEB. SILBERBACH / JG. 1877 / DEPORTIERT 1941 / RIGA / ERMORDET
HIER WOHNTE / MORITZ / WALLHAUSEN / JG. 1881 / DEPORTIERT 1941 / RIGA / ERMORDET
HIER WOHNTE / JULIE SELLA / SILBERBACH / JG. 1879 / DEPORTIERT 1941 / RIGA / ERMORDET
Für wenige Monate wohnte auch Johanna Eichmann (* 1869 in Essen) im Haus Nr. 20. Sie war am 3. Oktober 1938 von Bad Salzuflen aus zugezogen, verließ Schötmar aber am 20. April 1939 schon wieder Richtung Bielefeld in ein jüdisches Altersheim in der Stapenhorststraße. Am 31. Juli 1942 wurde sie in das Konzentrationslager Theresienstadt deportiert und dort am 20. Juni 1943 ermordet.
HIER WOHNTE / JOHANNA EICHMANN / JG. 1869 / DEPORTIERT 1942 / THERESIENSTADT / ERMORDET 20.6.1943

### Schülerstraße 22
Koordinaten „Schülerstraße 22“
Berta (* 20. April 1899 in Schötmar), Else (* 23. Mai 1896 in Schötmar), Hedwig (* 8. Juni 1892 in Schötmar) und ihr Zwillingsbruder Paul Hamlet (* 8. Juni 1892 in Schötmar) waren die vier in Schötmar geborenen Kinder des Kaufmanns Max Hamlet. Paul übernahm Mitte der 1920er Jahre die 1911 gegründete Viehhandlung seines Vaters, die er auf behördliche Weisung zum Ende des Jahres 1938 aufgeben musste.
Paul, dessen Ehefrau Anna (geb. Blum) am 18. Juni 1942 in einem jüdischen Krankenhaus in Hannover verstorben war, wurde am 31. Juli 1942 von Bielefeld aus nach Theresienstadt deportiert. Von dort wurde er am 29. Januar 1943, zusammen mit 1.000 anderen Juden („Todestransport 354“), in das Vernichtungslager Auschwitz überführt, wo er später ermordet wurde.
Hedwig hatte 1934 im Haus Nr. 22 ein Seifengeschäft mit angeschlossenem Versandhandel gegründet, das zum Jahresende 1938 ebenfalls zwangsweise geschlossen wurde. Sie wurde, gemeinsam mit ihren ebenfalls unverheirateten Schwestern Berta und Else, am 13. Dezember 1941 von Bielefeld aus in das Ghetto Riga deportiert. Dort wurden Hedwig und Else Hamlet ermordet. Berta Hamlet, die seit den frühen 1920er Jahren als Hausgehilfin in zahlreichen jüdischen Familien gearbeitet hatte, wurde am 9. August 1944 von Riga in das Konzentrationslager Stutthof deportiert und dort ebenfalls ermordet.
HIER WOHNTE / BERTA HAMLET / JG. 1899 / DEPORTIERT 1941 / RIGA / ERMORDET IN / STUTTHOF
HIER WOHNTE / ELSE HAMLET / JG. 1896 / DEPORTIERT 1941 / RIGA / ERMORDET
HIER WOHNTE / HEDWIG HAMLET / JG. 1892 / DEPORTIERT 1941 / RIGA / ERMORDET
HIER WOHNTE / PAUL HAMLET / JG. 1892 / DEPORTIERT 1942 / THERESIENSTADT / ERMORDET IN / AUSCHWITZ
Auch die Familie Grünewald – Meinhard (* 6. April 1878 in Oerlinghausen), seine Frau Sofie (* 17. Juli 1881 in Rotenburg an der Fulda; geb. Rotschild) und ihr gemeinsamer Sohn Fritz (* 16. Dezember 1905 in Lemgo) – zählte zu den Bewohnern des Hauses Nr. 22. Meinhard war ein erfolgreicher Geschäftsmann: Gemeinsam mit Richard Silberbach (* 20. Dezember 1893 in Schötmar) hatte er 1934 im Haus Krumme Weide 47 in Schötmar die kleine „Celluloidwaren- und Zopfhalterfabrik Richard Silberbach & Co.“ gegründet, in der zeitweilig bis zu neun Männer und Frauen beschäftigt waren. Der Betrieb musste auf behördliche Anweisung zum Jahresende 1938 geschlossen werden.

„Meine Eltern Meinhard Israel Grünewald und Frau Sophie Sara geb. Rothschild haben am gestrigen Tage die Nachricht erhalten, dass sie in allernächster Zeit mit der Evakuierung zum Osten zu rechnen haben. Um nicht allein hier in Schötmar bleiben zu müssen, will ich mich bemühen, auch mit evakuiert zu werden. Hierzu muss ich aber noch heute zur Geheimen Staatspolizei in Bielefeld. Ich bitte daher um Ausstellung der Erlaubnis für die Fahrt nach Bielefeld und zurück, und um Erlaubnis zur Benutzung sämtlicher Verkehrsmittel, da ich in Bielefeld auch die Strassenbahn mit benutzen muss.“

Der Wunsch des Fritz Grünewald wurde von der Gestapo umgehend erfüllt. Nur einen Tag später wurden Meinhard, Sofie und Fritz Grünewald über Bielefeld nach Auschwitz deportiert. Fritz trug dort die Häftlingsnummer 78618. Die gesamte Familie wurde in dem Vernichtungslager ermordet; ihre Sterbedaten sind nicht überliefert.
HIER WOHNTE / MEINHARD / GRÜNEWALD / JG. 1878 / DEPORTIERT 1942 / ERMORDET IN / AUSCHWITZ
HIER WOHNTE / SOFIE GRÜNEWALD / GEB. ROTSCHILD / JG. 1881 / DEPORTIERT 1942 / ERMORDET IN / AUSCHWITZ
HIER WOHNTE / FRITZ GRÜNEWALD / JG. 1905 / DEPORTIERT 1942 / ERMORDET IN / AUSCHWITZ

### Schülerstraße 23
Koordinaten „Schülerstraße 23“
Der am 23. Dezember 1895 in Polen geborene Lederhändler Michael Fürst (Micha Firszt) gehörte seit 1924 zu den Bewohnern des Hauses Nr. 23. Er floh am 4. September 1935 nach Belgien. Dort wurde er 1940 von deutschen Truppen festgenommen und nach Lippe zurückgeführt. Am 29. Januar 1941 verurteilte ihn das Detmolder Amtsgericht wegen eines angeblichen Devisenvergehens zu einer Haftstrafe von achtzehn Monaten. Nach seiner am 23. Mai 1942 erfolgen Entlassung wurde er in das Konzentrationslager Theresienstadt deportiert und dort ermordet.
Die Kirchengemeinde Bergkirchen hat die Patenschaft für den „Stolperstein Michael Fürst“ übernommen.
HIER WOHNTE / MICHAEL FÜRST / JG. 1895 / FLUCHT 1935 BELGIEN / VERHAFTET 1941 / AMTSGERICHTSGEFÄNGNIS / DETMOLD / DEPORTIERT 1942 / THERESIENSTADT / ERMORDET

### Schülerstraße 29
Koordinaten „Schülerstraße 29“

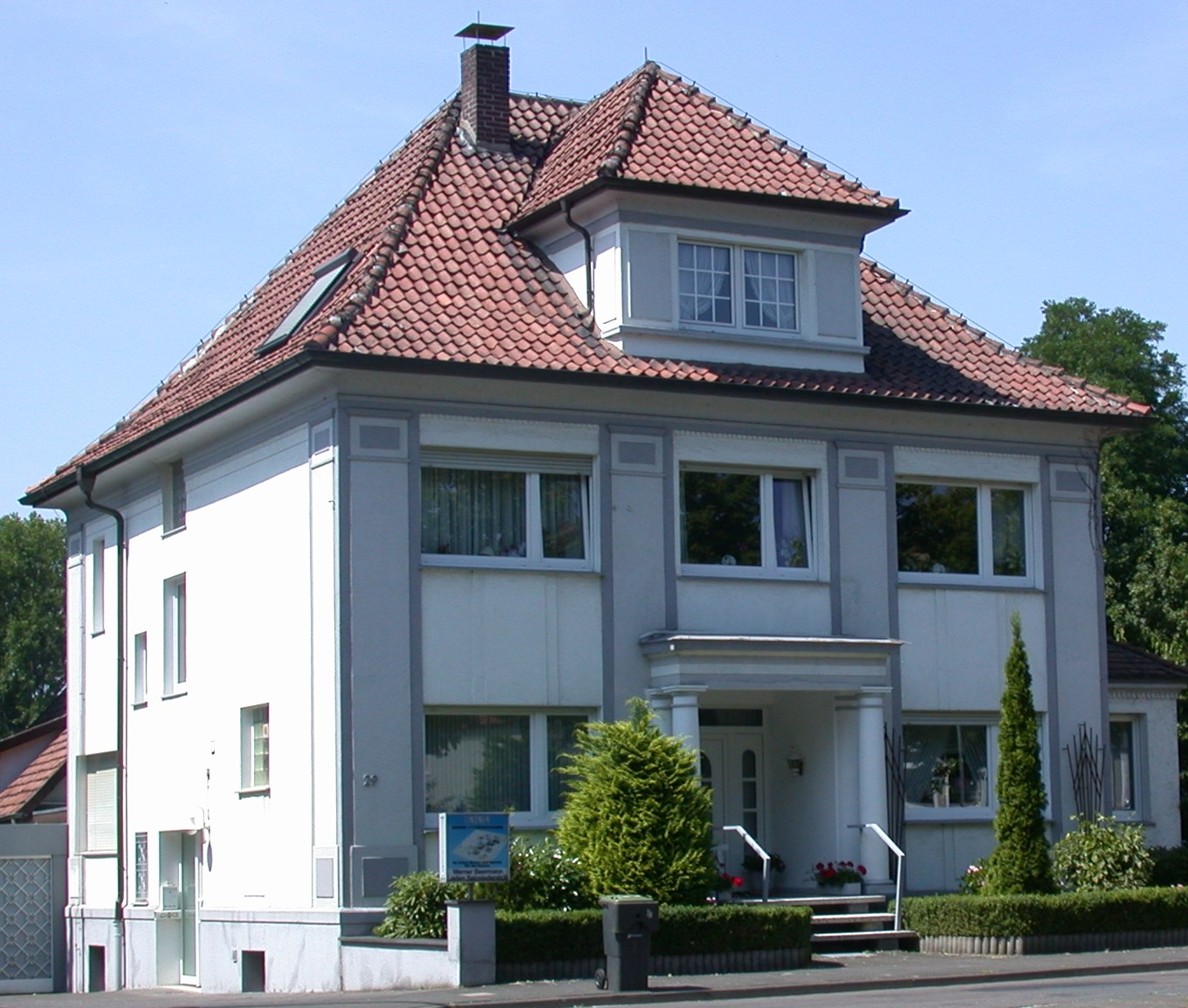
Schülerstraße 29

Hier wohnte der Viehhändler Julius Silberbach (* 22. Juni 1868 in Schötmar) mit seiner aus Linz am Rhein gebürtigen Frau Pauline (* um 1871; † 19. Juli 1930 in Schötmar, beerdigt auf dem jüdischen Friedhof an der Oerlinghauser Straße; geb. Goldschmidt). Sein kurz nach der Jahrhundertwende gegründetes Viehgeschäft gab Julius Silberbach im Dezember 1935 aus gesundheitlichen Gründen auf. Am 14. Juni 1939 verzog der Witwer nach Emden in ein israelitisches Altersheim. Von dort wurde er 1942 nach Theresienstadt deportiert, wo er ermordet wurde.
HIER WOHNTE / JULIUS SILBERBACH / JG. 1868 / DEPORTIERT 1942 / THERESIENSTADT / ERMORDET 14.12.1942

### Vehrlingstraße 18
Koordinaten „Vehrlingstraße 18“
Hier, in der Vehrlingstraße (früher Gartenstraße) lebte seit Mitte der 1920er Jahre die Witwe Berta Cohen (* 12. Februar 1866 in Schötmar; geb. Silberbach). Ihr bereits am 6. Juli 1924 in Schötmar verstorbener Mann, der Schlachtermeister Nathan Cohen (* 14. Februar 1871), ist auf dem Friedhof an der Oerlinghauser Straße begraben worden. Berta Cohen verzog Anfang September 1939 nach Berlin. Von dort wurde sie am 28. Mai 1943 in das Konzentrationslager Theresienstadt verschleppt, wo sie am 13. April 1945 ermordet wurde.